# Challenger of Dallas 2005
Il Challenger of Dallas 2005 è stato un torneo di tennis facente parte della categoria ATP Challenger Series nell'ambito dell'ATP Challenger Series 2005. Il torneo si è giocato a Dallas negli Stati Uniti dal 7 al 12 febbraio 2005 su campi in cemento indoor.

## Vincitori

### Singolare
Michael Ryderstedt ha battuto in finale  André Sá con il punteggio di 6(2)–7, 7–6(5), 6–2

### Doppio
Rik De Voest /  Giovanni Lapentti hanno battuto in finale  Ramón Delgado /  André Sá con il punteggio di 6–4, 6–4